# Humboldt Sink

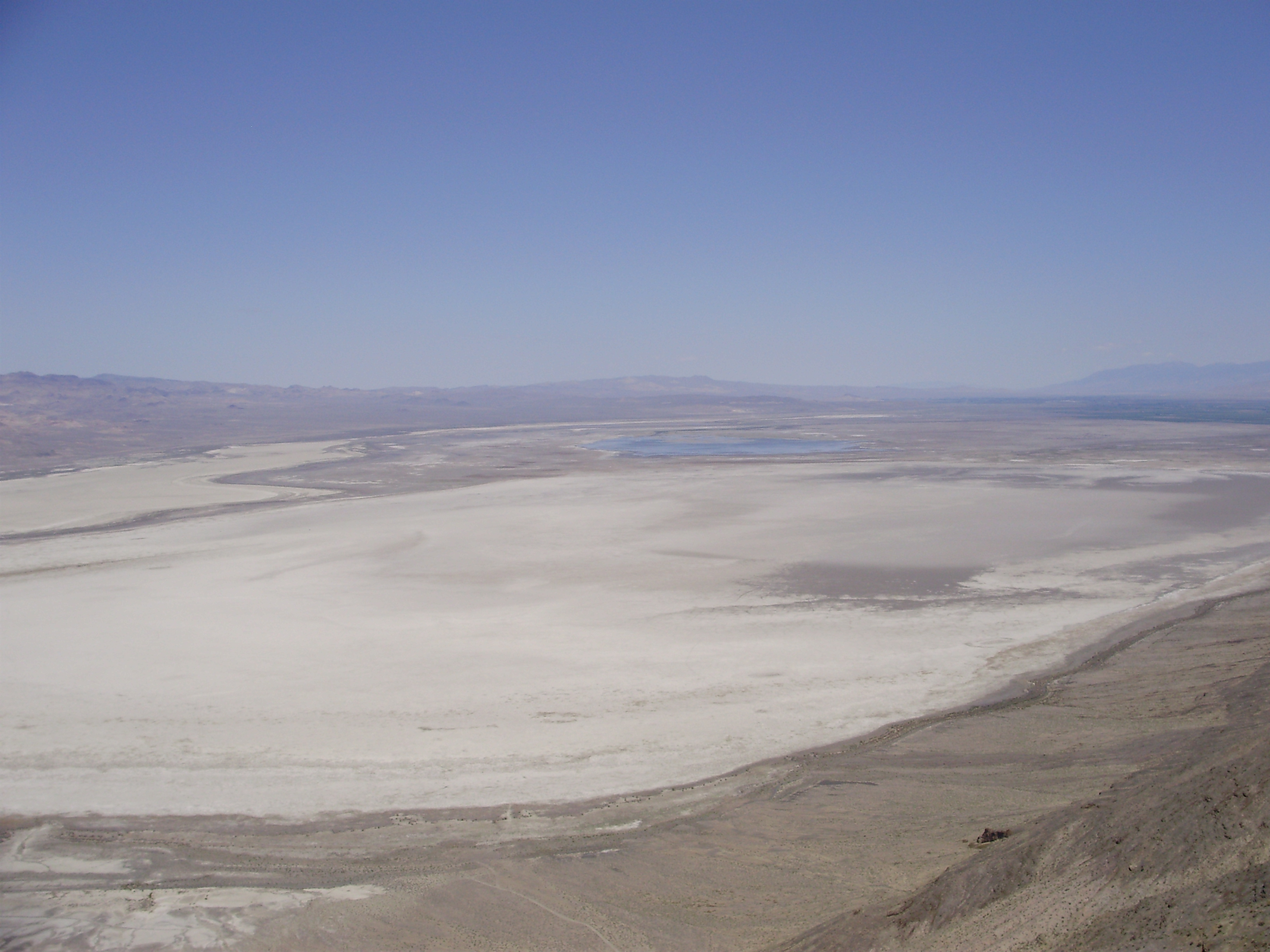
Il Lago Humboldt e l'omonima depressione.

L'Humboldt Sink è una depressione presente nel Gran Bacino, nel Nevada nord-occidentale, negli Stati Uniti. Lunga approssimativamente 18 km e larga 6 km, è in parte occupata dal lago omonimo (Humboldt Lake), alimentato dal fiume Humboldt. La restante parte è costituita dal letto asciutto del lago stesso. La depressione e le zone limitrofe costituivano una tappa nota e temuta nel tragitto verso la California durante la migrazione verso Ovest della metà dell'Ottocento.
La depressione non ha emissari naturali. Un canale che lo collega con il Carson Sink è stato aperto dal Nevada Department of Transportation nel 1984 per prevenire che le nevi cadute nei tre anni precedenti generassero alluvioni che potessero coinvolgere l'Interstate 80 e la città di Lovelock. Il canale è rimasto asciutto dal 1986.
Le depressioni di Humboldt e Carson sono entrambe rimanenze del Lago Lahontan, formatosi al termine dell'ultima glaciazione, 13000 anni fa circa.
Così denominato in onore del naturalista tedesco Alexander von Humboldt, l'Humboldt Sink è protetto e fa parte dell'Humboldt Wildlife Management Area. Le aree umide nella depressione e nelle zone limitrofe, quali le paludi salate Humboldt (Humboldt Salt Marsh) rappresentano un sito di nidificazione, nutrizione e sosta per un gran numero di uccelli migratori.
Sono stati trovati importanti ritrovamenti archeologici nell'area. Nella Lovelock Cave sono state trovate delle esche per anatre risalenti a 2000 anni fa; sono state trovate tracce, inoltre, di capanne costruite nel letto del lago Humboldt. Ciò ha condotto gli archeologi a ritenere che le popolazioni indigene del Gran Bacino possano aver cacciato e pescato nell'Humboldt Sink durante periodi climatici più umidi.